# Nathalie Even-Lancien
Nathalie Even-Lancien (Paimpol, 7 marzo 1970) è un'ex pistard francese.

## Palmarès
- Giochi olimpici

Atlanta 1996: oro nella corsa a punti.
- Mondiali

Bogotá 1995: bronzo nella corsa a punti.